# فيلقية دوموفية
فيلقية دوموفية (الاسم العلمي: Legionella dumoffii) هي نوع من البكتيريا يتبع جنس الفيلقية من الفصيلة الفيالقية. تم عزلهh من أنسجة الرئة لمريض يعاني من إلتهاب رئوي قاتل. بكتيريا الفيلقية الدوموفية تتواجد في بيئات المياه العذبة والتربة ويمكن أن تسبب الالتهاب الرئوي عند الإنسان وتسبب إحداث أمراض أخرى مثل التهاب الشغاف العدوائي والتهاب المفاصل الإنتاني.